# Либијска Џамахирија
Велика Социјалистичка Народна Либијска Арапска Џамахирија (арап. الجماهيرية العربية الليبية الشعبية الإشتراكية العظمى, латиницом Al-Jamāhīriyyah al-ʿArabiyyah al-Lībiyyah aš-Šaʿbiyyah al-Ištirākiyyah al-ʿUẓmā) био је службени назив за Либију од 1977. до 2011. под вођством пуковника Муамера ел Гадафија.

## Назив
Након Првосептембарске револуције (1969) тадашња Краљевина Либија је проглашена за Либијску Арапску Републику. Неколико година касније, 2. марта 1977, држава је проглашена за џамахирију под називом „Социјалистичка Народна Либијска Арапска Џамахирија“.
Од 1986. службени назив државе је био Велика Социјалистичка Народна Либијска Арапска Џамахирија (арап.  al-Ǧamāhīriyyah al-ʿArabiyyah al-Lībiyyah aš-Šaʿbiyyah al-Ištirākiyyah al-ʿUẓmā послушајⓘ).

## Историја
Мања група официра, предвођена 28-годишњим капетаном Муамером ел Гадафијем, извршила је 1. септембра 1969. државни удар против краља Идриса. Он се тада налазио у Турској на лечењу. Револуционарни официри нису хтели његовог сестрића Саида Хасана ар Рида ес Санусија да поставе за новог краља и да му препусте управљање државом. Пре истека 1. септембра престолонасљедник Саид је стављен у кућни притвор. Револуционари су укинули монархију и прогласили нову Либијску Арапску Републику.
Целокупну законодавну и извршну власт је вршио Револуционарни командни савет и његов Савет министара. Капетан Муамер ел Гадафи је унапређен у пуковника, постао је врховни командант оружаних снага и председник Револуционарног командног савета. Ту функцију је вршио до 2. марта 1977. када је Револуционарни командни савет распуштен и претворен у Генерални секретаријат Општег народног конгреса, а он је постао генерални секретар. Проглашена је џамахирија.
Пуковник Гадафи је остао на функцији генералног секретара Општег народног конгреса до 2. марта 1979. када је поднео оставку на све јавне функције. Задржао је положај врховног команданта. Од тада је најчешће ословљаван само као либијски вођа. Са том незваничном титулом владао је до избијања Рата у Либији (2011).

## Политички систем
На челу Либијске Џамахирије се налазио пуковник Муамер ел Гадафи који се најчешће ословљавао као либијски вођа. Џамахирија је била организована као систем непосредне демократије — изворно подељена на основне народне конгресе.
Држава се административно делила на општине (шабије). У свакој општини је било конституисано више основних народних конгреса које су чинили сви пунољетни мушкарци и жене. Они су бирали своје секретаријате (руководеће органе) и народне комитете (извршне органе). Сви секретаријати у једној општини су чинили општински народни конгрес. Заједно са њим је постојао општински народни комитет и ресорни општински народни комитети. На нивоу државе је постојао Општи народни конгрес. Његов руководећи орган је био Секретаријат. Главни извршни орган је био Општи народни комитет који се састојао од секретара и секретара ресорних општих народних комитета.
Осим политичких народних конгреса и комитета постојали су и радни. Они су се оснивали унутар универзитета, фабрика, медија итд. Били су такође заступљени у раду Општег народног конгреса.

## Друштвене одлике
Са површином од 1.759.540 , од чега је 90% пустиња, Либијска Џамахирија је била четврта по величини држава афричког континента и 16. у свету. Главни град Триполи је био дом за 1,7 милиона од око 6,4 милиона људи који су живели у Либији. Три традиционалне регије ове државе биле су Триполитанија, Фезан и Киренајка.
Либијска Џамахирија је имала један од највећих БДП-а по становнику у Африци, углавном због њених великих нафтних резерви и мале популације. Њен индекс хуманог развоја је био највећи на континенту.

### Становништво
По последњем попису становништва из 2006. у Либијској Џамахирији је живело 5.670.688 житеља. По ранијем попису из 1995. живело их је укупно 4.405.000. Пописи су спровођени још 1984. и 1973.

### Административна подела
Према попису становништва у Либијској Арапској Републици из 1973. постојало је укупно 10 покрајина (мухафаза).
Либијска Џамахирија је 1983. подељена на 46 општина (баладија), а само четири године касније њихов број је сведен на 25. Нова административна подела била је 1995. и тада је земља подељена на 13 општина (шабија). Само три године касније било их је дупло више. Њихов број је 2001. повећан на 32 општине.
Либијска Џамахирија је 2007. подељена на 22 општине (шабије). Оне су се даље делиле на основне народне конгресе и комуне.
| Арапско име  | Транскрипција     | Становништво (попис 2006) | Број на мапи |
| ------------ | ----------------- | ------------------------- | ------------ |
| البطنان      | Ел Бутнан         | 159.536                   | 1            |
| درنة         | Дарна             | 163.351                   | 2            |
| الجبل الاخضر | Ел Џабал ел Ахдар | 203.156                   | 3            |
| المرج        | Ел Марџ           | 185.848                   | 4            |
| بنغازي       | Општина Бенгази   | 670.797                   | 5            |
| الواحات      | Ел Вахат          | 177.047                   | 6            |
| الكفرة       | Ел Куфра          | 50.104                    | 7            |
| سرت          | Сирт              | 193.720                   | 8            |
| مرزق         | Мурзук            | 78.621                    | 22           |
| سبها         | Сабха             | 212.694                   | 19           |
| وادي الحياة  | Вади ел Хаја      | 76.858                    | 20           |
| مصراتة       | Мисурата          | 550.938                   | 9            |
| المرقب       | Ел Маргаб         | 432.202                   | 10           |
| طرابلس       | Тарабулус         | 1.065.405                 | 11           |
| الجفارة      | Ел Џифара         | 453.198                   | 12           |
| الزاوية      | Аз Завија         | 290.993                   | 13           |
| النقاط الخمس | Ан Нукат ел Хамс  | 287.662                   | 14           |
| الجبل الغربي | Ел Џабал ел Гарби | 304.159                   | 15           |
| نالوت        | Налут             | 93.224                    | 16           |
| غات          | Гат               | 23.518                    | 21           |
| الجفرة       | Ел Џуфра          | 52.342                    | 17           |
| وادي الشاطئ  | Вади ел Шати      | 78.532                    | 18           |